# Ptarí
De Ptarí (ook geschreven als Ptarí-tepui of Tepuy Ptarí) is een tepui met verticale wanden, gelegen in het gebied dat bekendstaat als de Gran Sabana, in de staat Bolívar in het zuidoosten van Venezuela. Vanwege de vorm wordt de berg ook wel Cerro Budare genoemd, een naam afgeleid van de ronde pannen, budares waarmee in Venezuela gerechten bereid worden, met name de karakteristieke arepa.
De tafelberg ligt nabij het centrum van het hoogland Sierra de Lema en heeft een hoogte van ongeveer 2.400 meter boven zeeniveau. Het vrijwel kale plateau op de top heeft een oppervlakte van 1,25 km². Hoewel de berg over het algemeen vlak is, bevinden zich er geërodeerde rotsformaties op de oostelijke rand van de top.
Ptari-tepui geeft haar naam aan het Ptarimassief, dat ook tepui Carrao in het noordoosten omvat samen met een lange richel die bekendstaat als Sororopán in het zuidoosten. Het massief bevindt zich volledig in Nationaal park Canaima.
De berg is beschermd en kan daardoor niet beklommen worden. Op de berg komt een endemische kikkersoort (Tepuihyla rimarum) voor. 

## Galerij

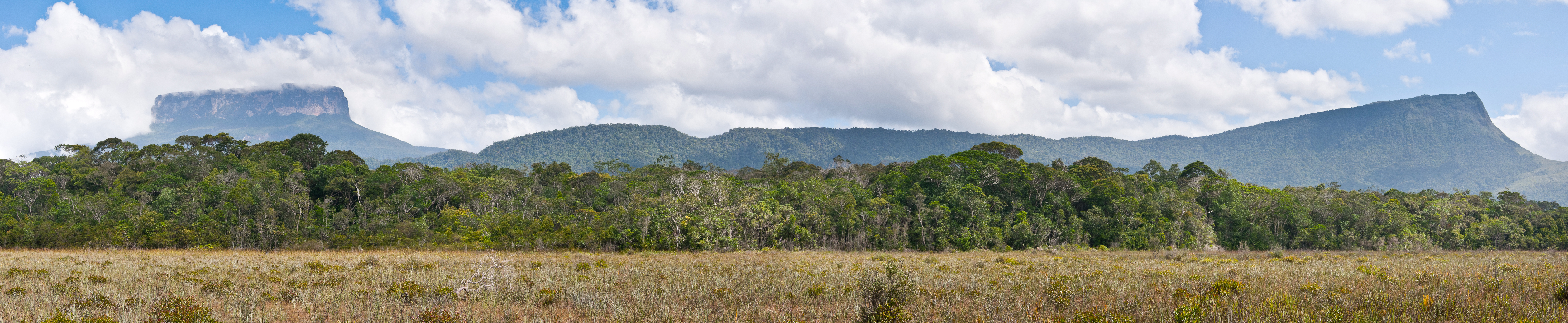
Panorama van de tepuis Ptarí (links) en Sororopán (midden-rechts), vanaf het zuiden gezien